# Grup d'Acció
El Grup d'Acció (AG) fou un partit polític nigerià establert a Ibadan el 21 de març de 1951 pel Cap Obafemi Awolowo. El partit va ser fundat per servir com la plataforma per aconseguir el seu objectiu preliminar de mobilitzar als nigerians occidentals per contrarestar el control del Congrés Nacional de Nigèria i els Cameruns (NCNC) de la Regió Occidental de Nigèria i l'objectiu subsegüent de cooperar amb altres partits nacionalistes per guanyar independència per Nigèria. Es va beneficiar de les relacions desenvolupades per l'Egbe Omo Oduduwa, una organització ioruba formada el 1945 per Awolowo quan era a Londres estudiant.
El Grup d'Acció era un partit liberal i, més tard es va orientar cap a l'esquerra i va tenir el suport en gran part dels pobles de la Regió Occidental de Nigèria que després es va ampliar al sud-sud i al Cinturó del Mig (Middle Belt). El partit va guanyar el poder regional a la Nigèria Occidental mentre Nigèria era encara sota govern colonial britànic. Va participar en les eleccions nacionals prèvies a la independència nigeriana a finals del 1959 però no fou capaç de guanyar gaire suport fora de la Regió Occidental i la ciutat (capital federal nigeriana) de Lagos. Una coalició conservadora va ser formada entre els del nord musulmans (Congrés dels Pobles del Nord) i el partit igbo Consell Nacional de Nigèria i els Cameruns, excloent al Grup d'Acció del poder nacional. Awalowo va exercir aleshores com a cap de l'oposició federal.
Consegüentment, Awolowo va dirigir el partit i l'oposició en la Primera República de Nigèria i el partit va destacar pels seus anàlisis de política en profunditat i debats intensos en el Parlament Federal de Lagos. Tot i que pro-socialista, el partit va ser considerat dins alguns cercles com donant suport al comunisme, i va ser vist amb sospites per gent de la regió Occidental, fins i tot encara que el lideratge va negar aquesta reclamació. La saviesa, tirada popular i pragmatisme foren, tanmateix, indiscutible.
En la Regió Occidental, el Grup d'Acció hi havia llançat educació primària lliure i altres avenços.Tanmateix, la seva exclusió de poder nacional, i el que algun del seu menys ideologitzats membres van considerar una participació diferent dels ingressos nacionals per la regió Occidental, va portar a tensions internes. Awolowo va ser arrestat en el que molts consideren falsos càrrecs de traïció i complot per l'enderrocament del govern federal. Mentrestant, un partit favorable al govern, el Partit Nacional Democràtic Nigerià (Nigerian National Democratic Party NNDP, un partit conservador principalment de Lagos que va existir de 1923 a 1966) seria establert al poder per diverses maniobres en la Regió Occidental mitjançant Samuel Akintola que finalment va deixar l'AG per forjar una aliança amb el Northern Peoples Congress. Aquestes tensions i la manipulació de les eleccions de 1965 va estar entre les causes que van portar als cops militars de 1966, i la Guerra Civil nigeriana subsegüent.
A la segona república (1979-1983) fou el Partit d'Unitat de Nigèria. Va seguir en la mateixa línia política socialdemocrata, i sota la direcció d'Awalowo.
El seu símbol era una palmera amb les lletres A i G a cada costat. Els seus colors el negre, vermell i verd.